# Formel 1-VM 1971
Formel 1-VM 1971 hade 11 deltävlingar som kördes under perioden 6 mars-3 oktober. Förarmästerskapet vanns av britten Jackie Stewart och konstruktörsmästerskapet av Tyrrell-Ford.

## Vinnare
- Förare:  Jackie Stewart, Storbritannien, Tyrrell-Ford
- Konstruktör:  Tyrrell-Ford, Storbritannien

## Grand Prix 1971
| Grand Prix                 | Datum        | Bana           | Vinnande förare! Vinnande stall | Vinnande tillverkare |              |   |
| -------------------------- | ------------ | -------------- | ------------------------------- | -------------------- | ------------ | - |
| Sydafrikas Grand Prix      | 6 mars       | Kyalami        | Mario Andretti                  | Ferrari              |              | * |
| Spaniens Grand Prix        | 18 april     | Montjuic       | Jackie Stewart                  | Tyrrell              | Tyrrell-Ford | * |
| Monacos Grand Prix         | 23 maj       | Monte Carlo    | Jackie Stewart                  | Tyrrell              | Tyrrell-Ford | * |
| Nederländernas Grand Prix  | 20 juni      | Zandvoort      | Jacky Ickx                      | Ferrari              |              | * |
| Frankrikes Grand Prix      | 4 juli       | Paul Ricard    | Jackie Stewart                  | Tyrrell              | Tyrrell-Ford | * |
| Storbritanniens Grand Prix | 17 juli      | Silverstone    | Jackie Stewart                  | Tyrrell              | Tyrrell-Ford | * |
| Tysklands Grand Prix       | 1 augusti    | Nürburgring    | Jackie Stewart                  | Tyrrell              | Tyrrell-Ford | * |
| Österrikes Grand Prix      | 15 augusti   | Österreichring | Jo Siffert                      | BRM                  |              | * |
| Italiens Grand Prix        | 5 september  | Monza          | Peter Gethin                    | BRM                  |              | * |
| Kanadas Grand Prix         | 19 september | Mosport Park   | Jackie Stewart                  | Tyrrell              | Tyrrell-Ford | * |
| USA:s Grand Prix           | 3 oktober    | Watkins Glen   | François Cévert                 | Tyrrell              | Tyrrell-Ford | * |

## Grand Prix utanför VM 1971
| Grand Prix /Race          | Datum      | Bana                         | Vinnande förare! Vinnande stall | Vinnande tillverkare |              |
| ------------------------- | ---------- | ---------------------------- | ------------------------------- | -------------------- | ------------ |
| Argentinas Grand Prix     | 24 januari | Buenos Aires                 | Chris Amon                      | Matra                |              |
| Race of Champions         | 21 mars    | Brands Hatch                 | Clay Regazzoni                  | Ferrari              |              |
| Questor Grand Prix        | 28 mars    | Ontario Circuit, Kalifornien | Mario Andretti                  | Ferrari              |              |
| Spring Trophy             | 9 april    | Oulton Park                  | Pedro Rodríguez                 | BRM                  |              |
| BRDC International Trophy | 8 maj      | Silverstone                  | Graham Hill                     | Brabham              | Brabham-Ford |
| Jochen Rindt Memorial     | 13 juni    | Hockenheim                   | Jacky Ickx                      | Ferrari              |              |
| International Gold Cup    | 22 augusti | Oulton Park                  | John Surtees                    | Surtees              | Surtees-Ford |
| Victory Race              | 24 oktober | Brands Hatch                 | Peter Gethin                    | BRM                  |              |

## Stall, nummer och förare 1971
| Stall/Tillverkare                            | Nummer                         | Förare                          |
| -------------------------------------------- | ------------------------------ | ------------------------------- |
| BRM                                          | 8, 14, 15, 16                  | Pedro Rodríguez, Mexiko         |
| BRM                                          | 9, 14, 15, 16, 17, 20, 21      | Jo Siffert, Schweiz             |
| BRM                                          | 10, 15, 16, 17, 19, 23, 27     | Howden Ganley, Nya Zeeland      |
| BRM                                          | 15, 18, 23                     | Peter Gethin, Storbritannien    |
| BRM                                          | 16, 17, 21, 31                 | Helmut Marko, Österrike         |
| BRM                                          | 22                             | Vic Elford, Storbritannien      |
| BRM                                          | 28                             | George Eaton, Kanada            |
| BRM                                          | 28                             | John Cannon, Kanada             |
| Bellasi-Ford                                 | 27                             | Silvio Moser, Schweiz           |
| Brabham-Ford                                 | 7, 10, 14, 22, 24, 37          | Graham Hill, Storbritannien     |
| Brabham-Ford                                 | 8, 11, 23, 25                  | Tim Schenken, Australien        |
| Brabham-Ford                                 | 15                             | Dave Charlton, Sydafrika        |
| Clarke-Mordaunt-Guthrie (March-Ford)         | 6, 24, 27, 28                  | Mike Beuttler, Storbritannien   |
| Ecurie Evergreen (Brabham-Ford)              | 24, 26                         | Chris Craft, Storbritannien     |
| Ferrari                                      | 2, 3, 4, 32                    | Jacky Ickx, Belgien             |
| Ferrari                                      | 3, 4, 5, 6, 25                 | Clay Regazzoni, Schweiz         |
| Ferrari                                      | 4, 5, 6                        | Mario Andretti, USA             |
| Gene Mason (March-Ford)                      | 22, 28, 33                     | Skip Barber, USA                |
| Jo Bonnier (McLaren-Ford)                    | 23, 27, 28, 29                 | Joakim Bonnier, Sverige         |
| Jo Bonnier (McLaren-Ford)                    | 27                             | Helmut Marko, Österrike         |
| Lotus (Lotus-Ford + Lotus-Pratt & Whitney)   | 1, 2, 8                        | Emerson Fittipaldi, Brasilien   |
| Lotus (Lotus-Ford + Lotus-Pratt & Whitney)   | 2                              | Dave Charlton, Sydafrika        |
| Lotus (Lotus-Ford + Lotus-Pratt & Whitney)   | 2, 3, 9, 14                    | Reine Wisell, Sverige           |
| Lotus (Lotus-Ford + Lotus-Pratt & Whitney)   | 12, 15                         | Dave Walker, Australien         |
| March (March-Ford + March-Alfa Romeo)        | 7, 15, 16, 17, 18, 25          | Ronnie Peterson, Sverige        |
| March (March-Ford + March-Alfa Romeo)        | 8, 16, 17, 19, 23, 27          | Andrea de Adamich, Italien      |
| March (March-Ford + March-Alfa Romeo)        | 17, 18, 19, 20, 22, 26, 33     | Nanni Galli, Italien            |
| March (March-Ford + March-Alfa Romeo)        | 18, 19, 26                     | Alex Soler-Roig, Spanien        |
| March (March-Ford + March-Alfa Romeo)        | 19                             | Mike Beuttler, Storbritannien   |
| March (March-Ford + March-Alfa Romeo)        | 26                             | Niki Lauda, Österrike           |
| Matra                                        | 10, 11, 12, 19, 20, 21         | Chris Amon, Nya Zeeland         |
| Matra                                        | 12, 21, 22                     | Jean-Pierre Beltoise, Frankrike |
| McLaren-Ford                                 | 7, 9, 11, 18, 26               | Denny Hulme, Nya Zeeland        |
| McLaren-Ford                                 | 10, 11, 14                     | Jackie Oliver, Storbritannien   |
| McLaren-Ford                                 | 12, 10, 28, 20                 | Peter Gethin, Storbritannien    |
| Penske-White Racing (McLaren-Ford)           | 10, 31                         | Mark Donohue, USA               |
| Penske-White Racing (McLaren-Ford)           | 31                             | David Hobbs, Storbritannien     |
| Pete Lovely Volkswagen (Lotus-Ford)          | 30, 35                         | Pete Lovely, USA                |
| Shell Arnold Racing (March-Ford)             | 26                             | Jean-Pierre Jarier, Frankrike   |
| Siffert Racing Team (March-Ford)             | 34                             | François Mazet, Frankrike       |
| Stichting Autoraces Nederland (Surtees-Ford) | 30                             | Gijs van Lennep, Nederländerna  |
| Surtees-Ford                                 | 7, 18, 20, 22, 23, 24          | John Surtees, Storbritannien    |
| Surtees-Ford                                 | 8, 12, 21, 24, 25, 29          | Rolf Stommelen, Tyskland        |
| Surtees-Ford                                 | 9, 20                          | Mike Hailwood, Storbritannien   |
| Surtees-Ford                                 | 19                             | Sam Posey, USA                  |
| Surtees-Ford                                 | 19                             | Gijs van Lennep, Nederländerna  |
| Surtees-Ford                                 | 25                             | Derek Bell, Storbritannien      |
| Surtees-Ford                                 | 28                             | Brian Redman, Storbritannien    |
| Team Gunston (March-Ford)                    | 24                             | John Love, Rhodesia             |
| Team Gunston (March-Ford)                    | 25                             | Jackie Pretorius, Sydafrika     |
| Tyrrell-Ford                                 | 2, 5, 8, 9, 11, 12, 30         | Jackie Stewart, Storbritannien  |
| Tyrrell-Ford                                 | 2, 3, 6, 9, 10, 12, 14         | François Cévert, Frankrike      |
| Tyrrell-Ford                                 | 10                             | Peter Revson, USA               |
| Williams (March-Ford)                        | 14, 16, 21, 22, 25, 26, 27, 31 | Henri Pescarolo, Frankrike      |
| Williams (March-Ford)                        | 28                             | Max Jean, Frankrike             |
| World Wide Racing (Lotus-Pratt & Whitney)    | 5                              | Emerson Fittipaldi, Brasilien   |

## Slutställning förare 1971
| Placering | Förare! Stall        | Konstruktör         | Poäng        |    |
| --------- | -------------------- | ------------------- | ------------ | -- |
| 1         | Jackie Stewart       | Tyrrell             | Tyrrell-Ford | 62 |
| 2         | Ronnie Peterson      | March               | March-Ford   | 33 |
| 3         | François Cévert      | Tyrrell             | Tyrrell-Ford | 26 |
| 4         | Jacky Ickx           | Ferrari             |              | 19 |
| 5         | Jo Siffert           | BRM                 |              | 19 |
| 6         | Emerson Fittipaldi   | Lotus               | Lotus-Ford   | 16 |
| 7         | Clay Regazzoni       | Ferrari             |              | 13 |
| 8         | Mario Andretti       | Ferrari             |              | 12 |
| 9         | Peter Gethin         | BRM                 |              | 9  |
| 10        | Pedro Rodríguez      | BRM                 |              | 9  |
| 11        | Chris Amon           | Matra               |              | 9  |
| 12        | Reine Wisell         | Lotus               | Lotus-Ford   | 9  |
| 13        | Denny Hulme          | McLaren             | McLaren-Ford | 9  |
| 14        | Tim Schenken         | Brabham             | Brabham-Ford | 5  |
| 15        | Howden Ganley        | BRM                 |              | 5  |
| 16        | Mark Donohue         | Penske-White Racing | McLaren-Ford | 4  |
| 17        | Henri Pescarolo      | Williams            | March-Ford   | 4  |
| 18        | Rolf Stommelen       | Surtees             | Surtees-Ford | 3  |
| 19        | John Surtees         | Surtees             | Surtees-Ford | 3  |
| 20        | Mike Hailwood        | Surtees             | Surtees-Ford | 3  |
| 21        | Graham Hill          | Brabham             | Brabham-Ford | 2  |
| 22        | Jean-Pierre Beltoise | Matra               |              | 1  |

## Slutställning konstruktörer 1971
| Placering | Konstruktör           | Poäng |
| --------- | --------------------- | ----- |
| 1         | Tyrrell-Ford          | 73    |
| 2         | BRM                   | 36    |
| 3         | Ferrari               | 33    |
| =         | March-Ford            | 33    |
| 5         | Lotus-Ford            | 21    |
| 6         | McLaren-Ford          | 10    |
| 7         | Matra                 | 9     |
| 8         | Surtees-Ford          | 8     |
| 9         | Brabham-Ford          | 5     |
| 10        | March-Alfa Romeo      | 0     |
| =         | Bellasi-Ford          | 0     |
| =         | Lotus-Pratt & Whitney | 0     |